# Вустер Рэйлерс
«Вустер Рэйлерс» (англ. Worcester Railers) (также называемая «Вустер Рэйлерс ХК») — профессиональная хоккейная команда, базирующаяся в Вустере, штат Массачусетс, США. Команда начала играть в сезоне 2017–18 и выступает в Северном дивизионе Восточной конференции ECHL. Команда проводит свои домашние игры на арене «DCU Center» и является филиалом команды «Нью-Йорк Айлендерс» в ECHL. Команда заполнила пустоту, оставленную командой АХЛ «Вустер Шаркс», которая выступала в городе до 2015 года.